# NV Arena
NV Arena – stadion piłkarski w St. Pölten, w Austrii. Został wybudowany w latach 2011–2012 i otwarty 7 lipca 2012 roku. Może pomieścić 8000 widzów. Swoje spotkania na obiekcie rozgrywają piłkarze klubu SKN St. Pölten, którzy przed otwarciem nowej areny występowali na boisku Voithplatz.